# 京剧

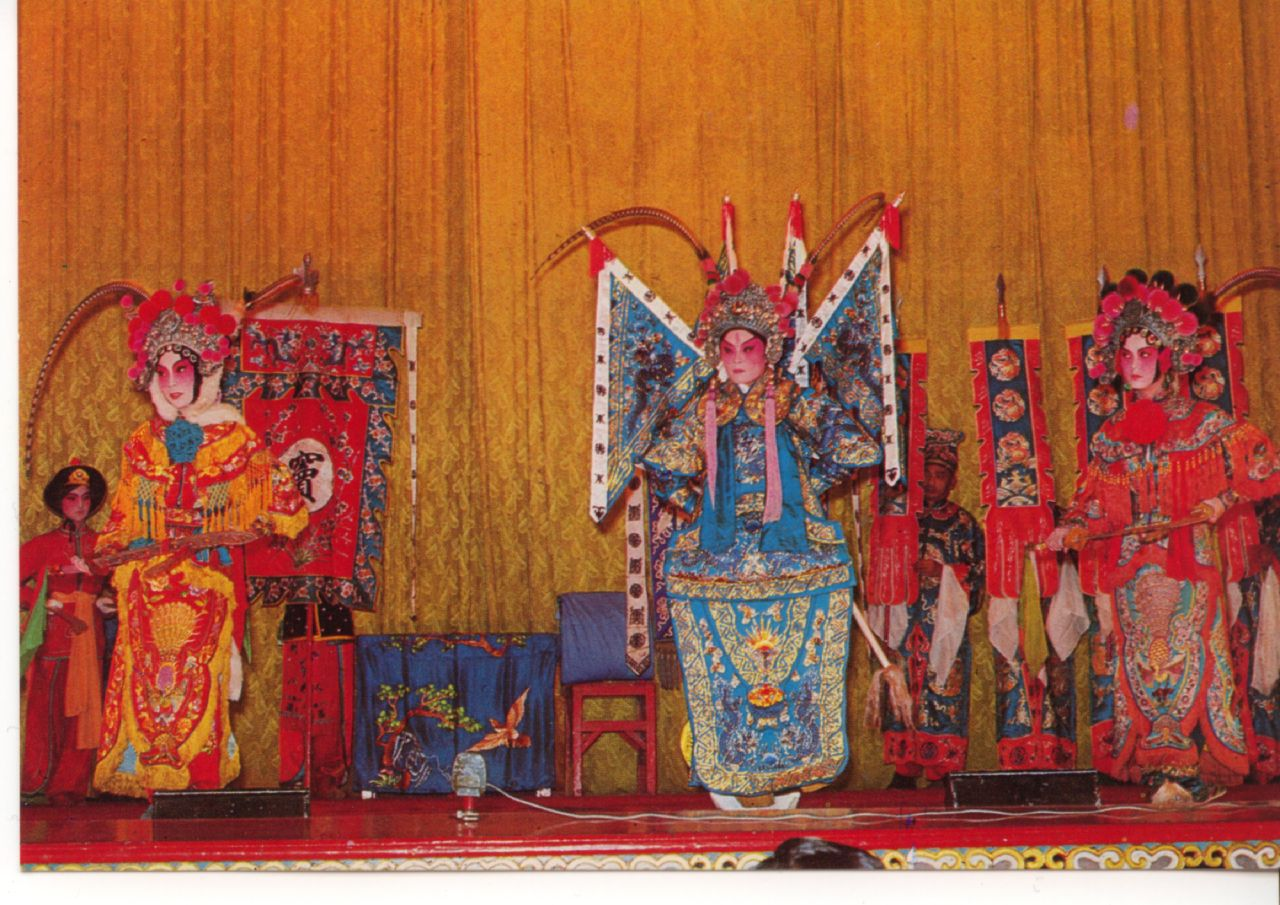
京剧《棋盤山》

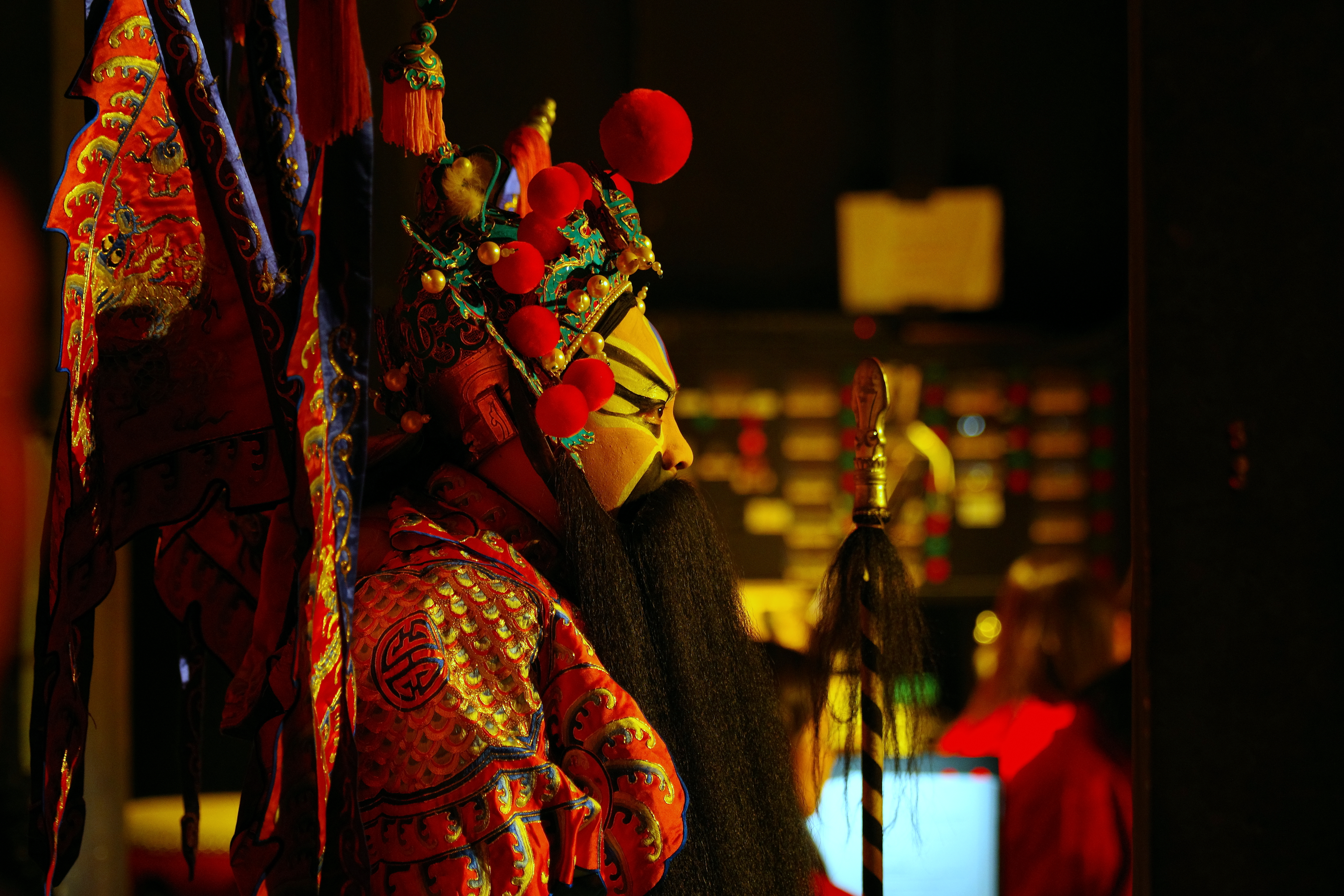
台灣復興京劇團等待上場中的演員

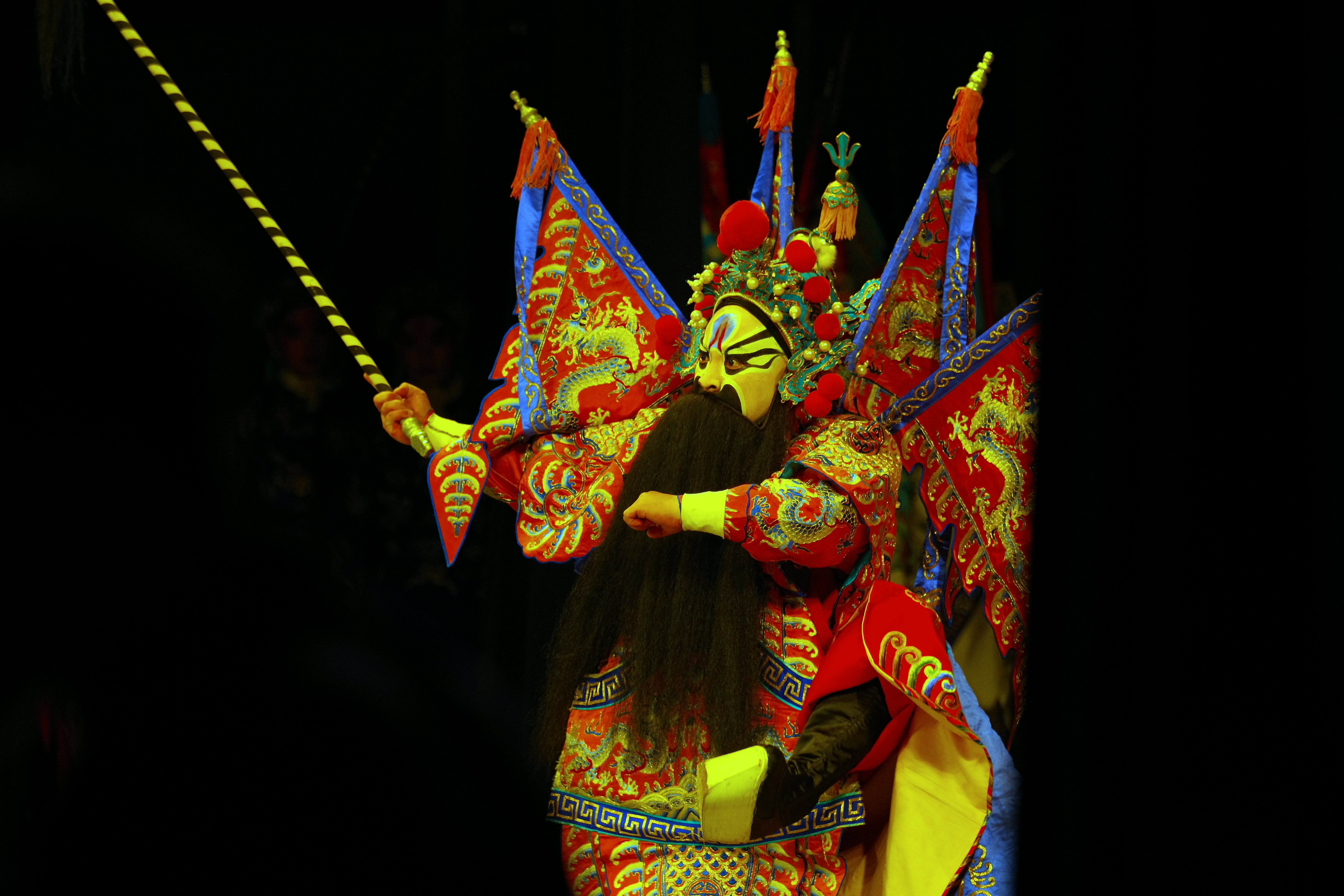
台灣復興京劇團演出中

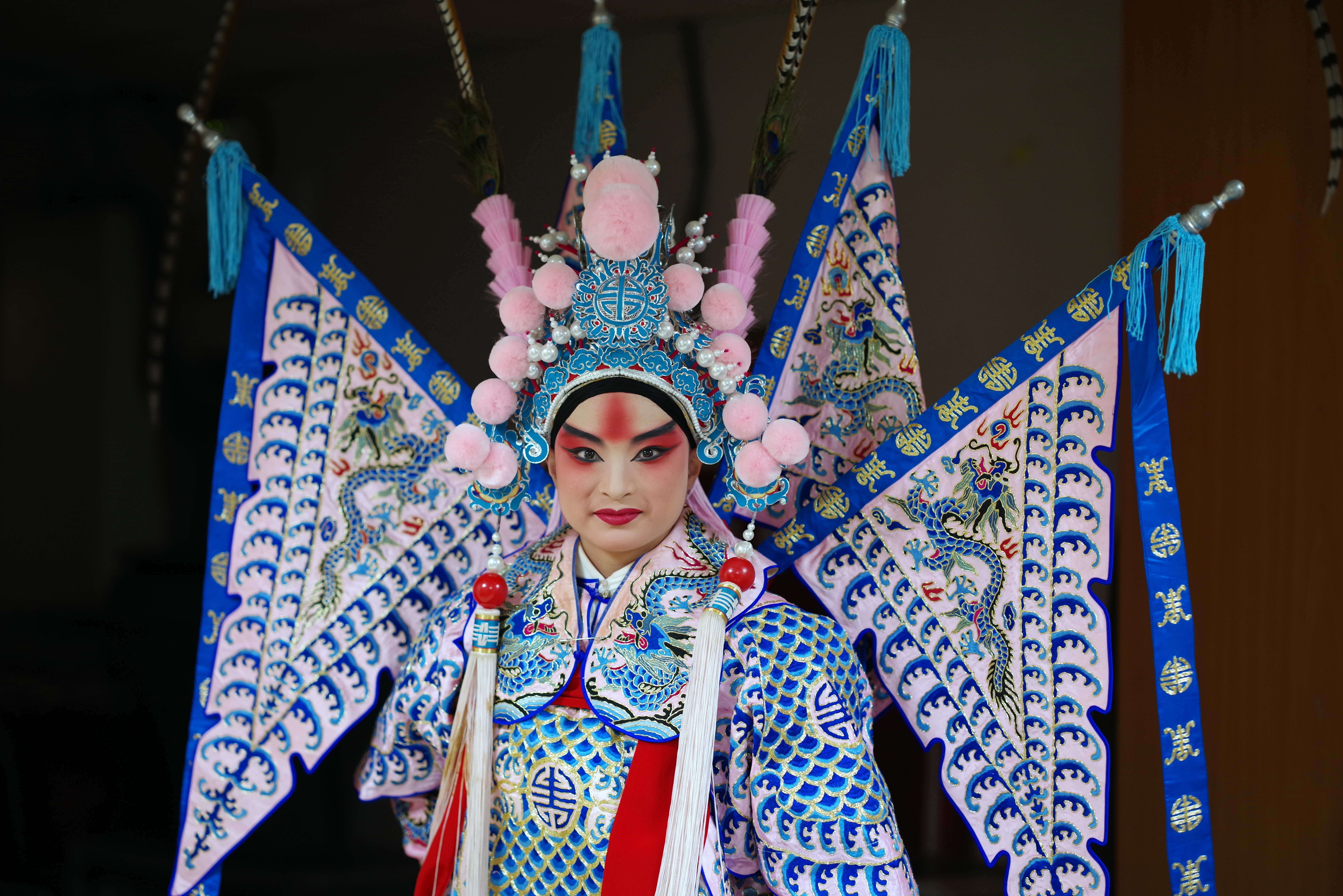
台灣復興京劇團團員飾演呂布

京劇（又稱京戲、平劇）是中国戏曲劇种之一。分布地以北京为中心，遍布全中国，被视为中国「国粹」，亦有「國劇」之稱。
京劇在十九世纪中期融合了徽劇和漢劇，并吸收了秦腔、昆曲、梆子、弋阳腔等艺术的优点，形成后在清朝宫廷内得到了空前的繁荣。京劇的腔调以西皮和二黄为主，主要用胡琴和锣鼓等伴奏。2010年，京劇獲選進入人類非物質文化遺產代表作名錄。

## 沿革

### 中國大陸

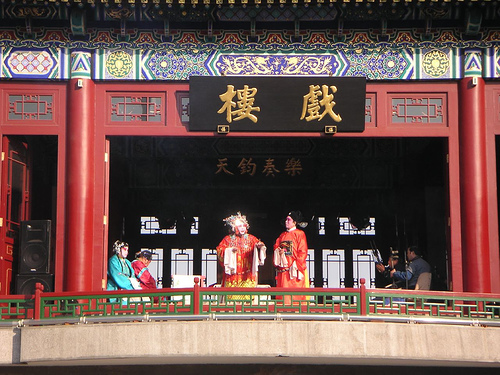
天津的戏楼

清朝乾隆五十五年（1790年），来自南方的四个徽剧戏班三庆班、四喜班、和春班、春台班（称为四大徽班）陆续来到北京，史称“徽班进京”。第一个进京的徽班是以唱“二黄”声腔为主的“三庆”，由于其声腔及剧目都很丰富，逐渐压倒了当时盛行于北京的秦腔。许多秦腔班演员转入徽班，形成徽秦两腔的融合。随后，另外三个徽班：“四喜班”、“春台班”和“和春班”也来到北京，使盛行多年的昆剧逐渐衰落，昆剧演员也多转入徽班。
清朝道光年间（1828年前后），大量湖廣地區演员进京表演，带来了汉调（楚调、西皮），造成劇團的大融合，许多汉调艺人加入徽班，与徽班同台演出，形成了西皮与二黄合流，形成所谓的“皮黄戏”。此时在京师里形成的皮黄戏，受到北京语音与腔调的影响，有了“京音”的特色。
后来由于他们经常到上海演出，上海人就把这种带有北京特点的皮黄戏叫做“京戏”，也叫“京剧”。京劇這一稱呼首次出現於1876年2月7日申报刊登的《图绘伶伦》一文。後來國民黨北伐成功，將北京改名北平，「京劇」又被稱為「平劇」。又由于平劇迅速发展，使其艺术水平在中国戏曲中名列前茅，后来在全中国流行，近代學者齊如山甚至認為平劇是中國傳統戲劇的精華，所以平劇也被称为“国剧”。
1950年代，大批中國大陸難民南下香港，並帶着京劇文化到香港，于占元1960年代在香港开办京剧班，徒弟有七小福（包括成龍、洪金寶、元華、袁和平等）。至1970年後，京剧班（七小福）解散，並各自發展。
2006年，《国家重点京剧院团保护和扶持规划专项资金管理办法》颁布，对11个国家重点京剧院团进行扶持，包括中国京剧院、北京京剧院、天津京剧院、上海京剧院、湖北省京剧院、天津市青年京剧团、山东省京剧院、云南省京剧院、沈阳京剧院、黑龙江省京剧院、江苏省京剧院。省级重点京剧院团也依照该办法扶持。

### 臺灣
早在20世紀初臺灣日治時期，即有上海京班來台巡演，將海派京劇藝術帶來台灣。上海京班擅長以機關佈景營造華麗效果，演出劇情緊湊、反映時事之連台本戲，因而受到台灣民眾的熱愛，基隆、台北永樂座、新舞臺、新竹、台中、草屯、嘉義、台南、鳳山、屏東都有京班演出獲得好評的報導。1932年描述台北生活的流行歌〈臺北行進曲〉歌詞：「行入蓬萊閣旗亭，走樓親切恰叮嚀，檢番花譜提來擇，幼良寶惜及桂英，曲唱『清風亭』、『寶連燈』、『二進宮』。李樣起興，黃樣起統」，其中『清風亭』、『寶連燈』、『二進宮』皆是京劇劇目。1934年辜顯榮獲昭和天皇敕選為貴族院議員時，鹿港舉行慶祝會，也請來京班開演三日。然而台灣的京劇風潮在歌仔戲興起後呈現衰退，抗日戰爭期間，台灣總督府更是禁止所有中國劇團來台演出。
而後蔣介石政府因為國共內戰兵敗來台，同時也有很多外省人遷至台灣，並帶來了大陸各省的地方文化，京劇也因此重新傳入台灣。蔣介石政府早年有計畫地在台灣推廣京劇，並採納齊如山意見將其定為「國劇」。1990年代以前，老三台每週播出戲曲節目，也是以京劇為主。然而後來隨著台灣意識的抬頭與台灣文化的復興，加上老一輩的外省人逐漸凋零，京劇由於失去了忠實觀眾而在台灣開始沒落。現今臺灣公部門主要由國立傳統藝術中心和國立台灣戲曲學院進行京劇的保存、傳承與推廣工作。公視每週播出之《公視表演廳》，不定期錄影轉播京劇之公開上演。民間辜公亮文教基金會設有京劇線上頻道「酷雲劇場」。
臺灣目前主要有四大京劇團：國立國光劇團、國立臺灣戲曲學院復興京劇團（原國立復興國劇團）、臺北新劇團（李寶春主持）、當代傳奇劇場（吳興國主持）。經常固定演出京劇的場地包括：臺灣戲曲中心、臺北市藝文推廣處大稻埕戲苑、國立臺灣戲曲學院（內湖校區、木柵校區）、臺北戲棚（臺泥大樓）。各京劇團亦不定期於國家戲劇院、臺北市中山堂、臺北市藝文推廣處城市舞台、國立臺灣藝術教育館南海劇場等場所進行公演。

## 定为国粹的争议
京剧被定为中國「国粹」，在部分人中引起争议。京剧是因清朝皇帝乾隆的喜好而诞生，当时享有盛名的四大徽班进京演出，受到乾隆的青睐，在满族导演的不断改造下，一个由江南戏曲和满州小调混杂的剧种由此诞生。在清代，作为统治民族的满族，他们与汉族有着不完全相同的思想意识、审美观念和价值取向。京剧迎合了满族人、特别是满族上流社會的喜好。时至今日，满语的唱词在京剧中仍有大量遗存。在清朝皇室的追捧以及一些附庸风雅的京城闲人的跟风下，京剧逐渐开始在京津之间这一狭小地带流传，而受众也多限于王公將相和追风的达官顯貴。作家鲁迅曾严厉批判京剧，表达厌恶之情。电影、流行歌曲出现后，随着娱乐方式的增多，京剧在京津一带逐渐式微。目前各地的京剧院团，特别是京津、上海之外的大多数京剧院团，在地方财政支持下勉强维持生计。2008年，中华人民共和国教育部在10省区市中小学试点开设京剧课，这一举动引发了争议。

## 祖師爺
老郎神（唐明皇）是京劇的祖師爺，文革「破除迷信」时，中國大陸京劇劇團不許敬拜神佛，但在台灣京劇劇團還有供奉唐明皇的傳統。改革开放后，中国所有京剧剧团不再有禁止敬拜祖师爷的规定。

## 表演形式
京劇的表演形式主要可歸納為「四功五法」，其中四功乃「唱念做打」。
- 唱就是唱腔，講究依字行腔、以氣帶腔、以情帶腔，詳見音樂條。各個行當之唱腔有不同的藝術特點及審美標準。
- 念就是具有音乐性的念白，京剧中的念白分「韵白」、「京白」和「方言白」。「韵白」乃是基於湖广音、中州韵所創造出的特殊戲劇語言，它保留了尖團音的分別，部分語音有特殊讀法，稱之為上口字；典雅持重的主要人物多半念韻白。「京白」乃是經過藝術加工後之北京話；爽快詼諧的人物或者番邦人物多半念京白。「方言白」包含各地方言，如山西白、紹興白、四川白、山東白、蘇白、南京白、天津白等，多為丑角人物所用。
- 做又稱做表，就是「身段」動作的表演，包含各式靜、動態的肢體語言，如站姿、坐姿、亮相、臺步、圓場、山膀、雲手等。
- 打是結合民間武術將其舞蹈化的武打动作。

## 音乐
唱腔 
京剧的唱腔以二黄腔和西皮腔为主。二黄有正二黄与反二黄之分，板式有导板、迴龙、慢板、慢三眼、中三眼、快三眼、原板、散板、摇板、滚板等。西皮腔板式有导板、板、慢三眼、快三眼、原板、二六、流水、快板、散板、摇板等。

### 伴奏乐器
京剧的伴奏乐器分文武场，文场主要指管弦乐器，有京胡、京二胡、月琴、弦子、笛、笙、唢呐等。武场主要指打击乐器，有檀板和单皮鼓（班鼓）、大锣、铙钹、小锣等。现代京剧也有使用西洋交响乐伴奏的，如《智取威虎山》。

## 脸谱、服装和道具

### 脸谱

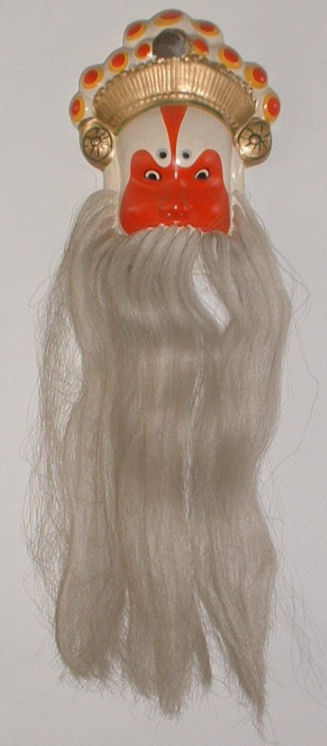
傳統京劇臉譜

臉譜是運用色彩和線條構成各種圖案，以象徵人物的性格和品質。
臉譜的根源，不少學者皆歸納為以下兩個來源：
1. 祭舞面具說：源於古代祭典所用面具，像驅逐旱魃的儺舞，使用兇寧的面具來突出惡魔可怕的形象。
2. 樂舞面具說：歷史傳說中北齊的蘭陵王面目秀美，作戰時戴上威猛的面具，以慑服敵人。

後來，由於俳優頭罩面具，在舞臺施展動作，究竟不自然，而且無法操縱面部肌肉和眼神的收放來表達現實人物的情緒，於是逐漸放棄面具，於是發展到以臉譜替代面具，提高面部化粧的戲劇功能。
臉譜的作用可歸納成四點：
1. 暗示性格
2. 介紹特點
3. 褒貶善惡
4. 明辨美醜

基本可分为十类：红、白、黑、黃、蓝（青）、绿、紫、粉紅（灰）、金和银。
红：表示忠勇正直、義薄雲天、精忠報國和有血性，如关羽、岳飛、姜維、常遇春、颖考叔、趙匡胤、吴汉、关胜。
白：表示奸诈狠毒、笑裡藏刀和工於心計，如曹操、秦檜、趙高、董卓、魏忠賢、嚴嵩、司马懿。
黑：表示刚正、魯莽、勇猛和粗中有細，如包拯、張飛、項羽、李逵。
黃：表示凶狠殘暴、有勇無謀和富有心機，如典韋、宇文成都。
蓝（青）：表示中性、猛烈、暴躁和草莽，如夏侯惇、程咬金、竇爾敦、馬武。
绿：表示妖魔鬼怪，如蠍子精。
紫：表示肃穆、稳重和富有正义感，如专诸、张郃、荆轲。
粉紅（灰）：表示年邁老弱和血氣衰弱，如黃忠、嚴顏、廉頗。
金和银：表示神秘、高貴和莊嚴，代表妖神佛一类。如如來佛、孫悟空。

### 服装
傳統戲劇的服裝統稱為“行头”。基本的行頭包含：蟒、靠、褶、帔、衣、盔、靴等。這些行頭依角色身分和行當來穿著，無時代、地域或季節的限制，一套行頭通常可以在不同的情形下穿著。也就是說，同一套行頭在不同的劇目裡，各表現不同的角色。
根據《辭源》，“蟒衣為象龍之服，與至尊所御袍相肖，但減一爪耳。”蟒衣本指繡有蟒蛇形的袍衣。後為繡龍形有四爪的衣袍。明代為大臣所穿，清代則為各官員遇典禮時穿用。
更多關於京劇服裝的詳情請參考外部連結。

### 道具
京剧的道具十分写意，比如一只马鞭就代表了胯下坐骑，两面绣着车轮的旗子就可以代表一辆车，而坐车人实际是走着。

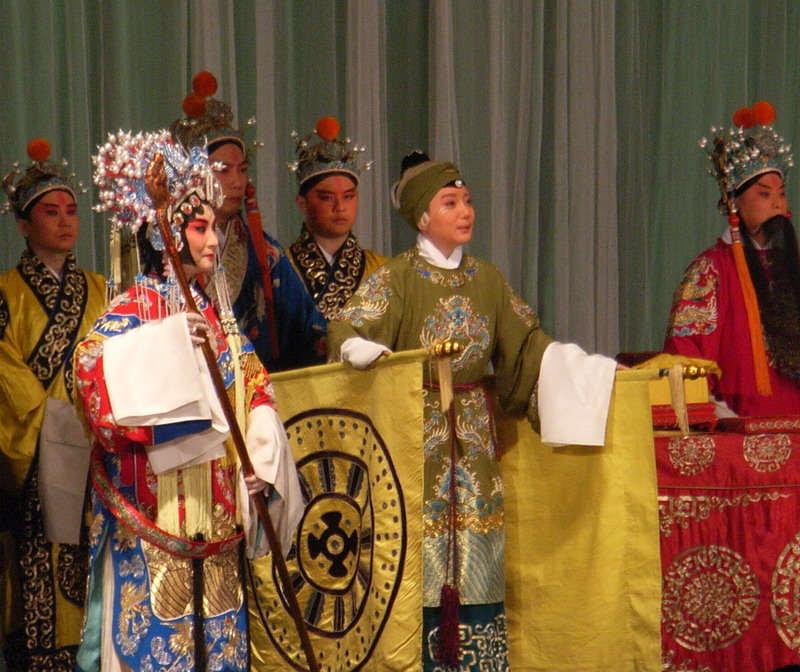
两面绣着车轮的旗子就可以代表一辆车 （图片来自：《大登殿》）

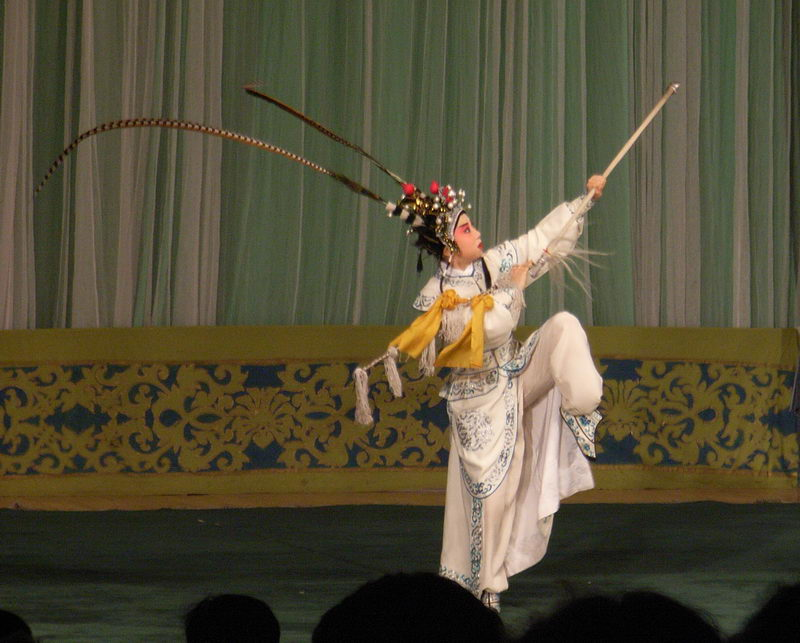
演员用一根马鞭就表现出战马嘶鸣（饰杨文广《探谷·破敌》）

## 行當與流派
京剧的行当主要分生、旦、净、末、丑五种。
- 生多半扮演形象較為正面、儒雅的男性角色，分老生（鬚生），小生，武生。
- 旦扮演女性角色，分青衣（正旦），花旦，花衫，武旦，刀马旦，老旦，彩旦（丑旦，含丑丫頭、丑婆子，由丑角兼演）。
- 净又稱「花脸」，扮演性格粗獷豪邁的男性角色，分文淨（唱功花臉、铜锤花脸、黑頭），武淨（摔打花臉、架子花脸、武二花）。
- 又稱小花臉、三花臉，扮演性格詼諧幽默的角色，分文丑，武丑（開口跳），彩旦。

此外，在元雜劇、明傳奇中，末角也曾作为獨立行當，扮演較年長的男性配角，後與生行合并，約等同於「老生」行當。
京剧的流派主要指演员的表演风格和艺术特点，乃透过师徒相传來传承和发展。不同的流派有不同的代表剧目。

### 青衣花旦

#### 王派
由王瑶卿開創，演出風格打破青衣、花旦、刀馬旦之分野，開創唱、念、做、打、舞並重的「花衫」行當，為旦角流派發展打下深厚基礎。王瑶卿早年嗓音明亮剛健，對旦角唱腔多有革新，擅演《南天门》、《汾河湾》、《彩樓配》等青衣唱工戲，亦擅《虹霓关》等刀馬旦戲；後因嗓音失潤，側重排演花旦、刀馬旦應工的戲碼，代表剧目有：《十三妹》、《棋盘山》、《樊江关》、《穆柯寨‧穆天王》等。另因其經常奉旨於宮廷演出，遂吸收清朝貴族婦女之聲容儀態，搬演風格從容大氣的「旗旦」戲，如《雁门关》、《四郎探母》、《梅玉配》、《大登殿》、《珠帘寨》等戲。

#### 梅派
由梅兰芳開創，其表演風格雍容華貴，簡潔大方，可用「中正平和」總括。梅蘭芳將自己的藝術創造歷程歸結為「簡、繁、簡」，初由樸素空乏充實至豐富多彩，再逐漸沖淡其中繁複累贅者，使整體歸於精煉自然。京劇界常形容梅派為「沒派」，稱梅派的特點就是「沒有特點」，實為稱揚梅派藝術之兼容並蓄。梅蘭芳繼承王瑤卿所打造的花衫行當，擅演《贵妃醉酒》、《宇宙锋》、《奇双会》等傳統劇目，並排演有《霸王别姬》、《天女散花》、《太真外传》、《鳳還巢》、《生死恨》、《廉錦楓》、《抗金兵》、《西施》、《洛神》、《穆桂英挂帅》等古裝新戲，以及《一縷麻》等時裝新戲。亦演崑曲劇目《牡丹亭‧遊園驚夢》、《雷峰塔‧水鬥斷橋》、《孽海記‧思凡》、《鐵冠圖‧刺虎》等。
主要传人有：言慧珠、杜近芳、梅葆玖、魏蓮芳、李世芳、丁至雲、李玉茹、李玉芙、楊秋玲、關肅霜、胡芝風、楊畹農、王志怡、張春秋、秦慧芬，再傳弟子有：魏海敏、李胜素、董圓圓、張晶、張馨月、史依弘、丁曉君、胡文閣、巴特爾等。

#### 程派
由程砚秋開創，代表剧目有：《锁麟囊》、《春闺梦》、《荒山泪》、《碧玉簪》、《六月雪》、《亡蜀鉴》、《马昭仪》、《女儿冢》、《青霜剑》等。
主要传人有：王吟秋、赵荣琛、江新蓉、李世济、新艳秋、李蔷华、吕东明、李文敏、章遏雲，再传弟子有：张火丁、刘桂娟、迟小秋、李海燕、李佩红（并称五小程旦）、呂洋、趙歡、郭瑋、周婧、隋曉慶、楊磊、張茜、沙霏、李麗、呂耀瑤、殷嬋娟、姚亿垚等。

#### 尚派
由尚小云開創，以刀馬旦戲見長，代表剧目有：《双阳公主》、《乾坤福壽鏡》、《昭君出塞》、《祭塔》、《二进宫》等。
主要传人有：尚长麟、吴素秋、杨荣环、李喜鴻、尚慧敏、孫明珠，再傳弟子有：鞠小蘇、張艷玲、周利、查思娜、李莉、張蕊麟、牟元迪等。

#### 荀派
由荀慧生開創，以花旦戲見長，代表剧目有：《红娘》、《红楼二尤》、《勘玉釧》、《荀灌娘》、《绣襦记》、《杜十娘》、《卓文君》、《霍小玉》、《花田错》、《金玉奴》等。
主要传人有：童芷苓、趙燕俠、孙毓敏、宋长荣、劉長瑜，再傳弟子有：龔蘇萍、耿巧雲、吕慧敏、管波、常秋月、唐禾香、熊明霞、張雲、許翠、張佳春、朱俊好、尹俊等。

#### 张派
由张君秋開創，代表剧目有：《望江亭》、《诗文会》、《楚宫恨》、《秦香莲》等。
主要傳人有：吳吟秋、楊淑蕊、薛亞萍、董翠娜、王蓉蓉、趙秀君、宋玉珍、姜亦珊等。

#### 筱派
由筱翠花開創，以花旦、潑辣旦戲見長，代表剧目有：《翠屏山》、《坐楼杀惜》、《活捉三郎》、《红梅阁》、《阴阳河》、《战宛城》、《大劈棺》、《荷珠配》、《一匹布》、《马思远开茶馆》等。
主要传人有：毛世来、陈永玲、崔熹云、李丹林、戴綺霞等。

#### 黃派
由黃桂秋開創，代表剧目有：《春秋配》、《蝴蝶媒》、《秋香三笑》等。
主要傳人有：王熙春、顧正秋、張敏智、朱永康等。

#### 徐派
由徐碧雲開創，代表劇目有：《綠珠墜樓》、《虞小翠》等。
主要傳人有：毛世來、畢谷雲等。

### 老旦

#### 龚派
由龚云甫開創,代表剧目有 《釣金龟》、《遇皇后》、《打龙袍》、《游六殿》等。

#### 李派

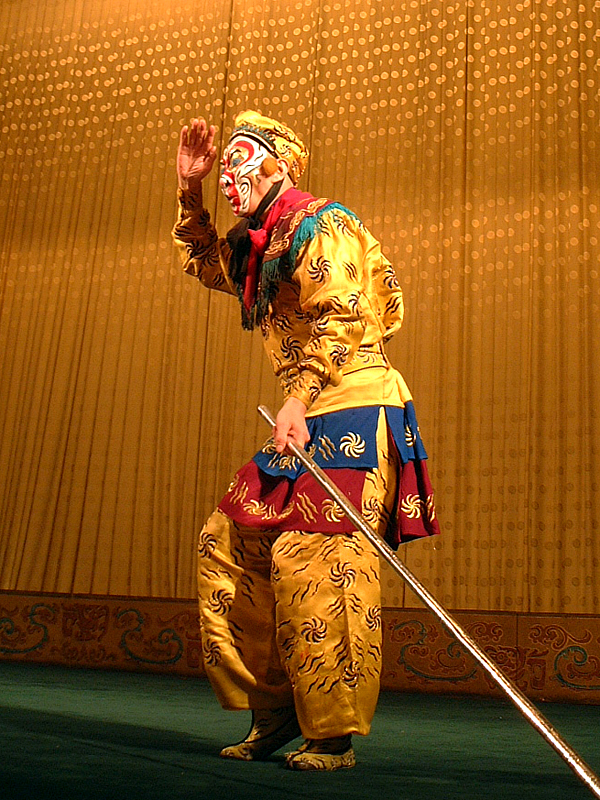
西遊記中孫悟空的造型

由李多奎開創。

### 老生

#### 谭派
由谭鑫培開創，主要传人有：谭小培、谭富英、谭元寿、谭孝增、谭正岩 等。
代表剧目有：《定军山》等。

#### 余派
由余叔岩開創，为之后京剧老生行当声腔艺术做出了极大贡献，唱腔空灵，韵味绵长，擅用脑后音。主要传人有：孟小冬、李少春、陈少霖、杨宝忠、杨宝森、王少楼，再傳弟子王珮瑜等。
代表剧目有：《搜孤救孤》、《摘缨会》、《定军山》、《战太平》等。

#### 杨派
由杨宝森開創，主要传人有：汪正华、程正泰等。
代表剧目有：《空城计》、《碰碑》、《乌盆记》、《文昭关》、《捉放曹》、《击鼓骂曹》等。

#### 马派
由马连良開創，唱腔潇洒飘逸，精于做工与念白，主要传人有：言少朋、冯志孝、张学津等。
代表剧目有：《借东风》、《淮河营》、《四进士》等。

#### 言派
由言菊朋開創，代表剧目有：《打金枝》、《賀后罵殿》、《骂王朗》、《战太平》等。

#### 高派
由高庆奎開創。主要传人有：高世寿，李盛藻、 李和曾、李宗义、宋宝罗、沈金波、白家麟、虞仲衡等，再传弟子辛宝达、李文林、倪茂才、吴平、 张跃孚等。
代表剧目有：《逍遥津》、《辕门斩子》、《斩黄袍》、《斩马谡》、 《哭秦庭》、《李陵碑》、《浔阳楼》、《连营寨》、《胭粉计》、《七星灯》等传统剧目；新编剧目有：《鼎盛春秋》、《三打祝家庄》、《八义图》、《孙安动本》、《史可法救国记》、《掘地见母》、《宋十回》、《煤山恨》、《豫让桥》、 《赠绨袍》、《马陵道》、《苏秦张仪》、《窃符救赵》、《蝴蝶梦》、《八搜邹应龙》、《锤震金蝉子》、《朱仙镇》、《生死牌》、《摘星楼》、《智斩鲁斋郎》、《闯王旗》、现代戏《白云红旗》、《节振国》等。

#### 奚派
由奚啸伯開創，代表剧目有：《白帝城》。

#### 麒派
由周信芳開創，主要传人有：程毓章、高百岁、陈鹤峰、周少麟、小王桂卿等。
代表剧目有：《斩经堂》、《追韩信》、《打严嵩》、《四进士》、《徐策跑城》、《华容道》、《赵五娘》、《封神榜》、《九更天》。

#### 唐派
由唐韻笙開創，主要傳人有：張海濤、唐登年、邵麟童、汪玉麟、汪慶元等。
代表劇目有：《古城會》、《刀劈三關》、《后羿射日》等。

### 武生

#### 杨派
由杨小楼開創。

#### 尚派
由尚和玉開創，主要傳人有韓長寶、李柏君等。李柏君於1949年來台， 1984年開始任教於國立藝術學院（今國立台北藝術大學），教授戲曲基本功與京劇武戲。劉亮佐、唐從聖、黃健瑋、莊凱勛等人都曾經受過李師的教導。

#### 盖派
由盖叫天開創。

#### 李派
由李萬春開創。
由李少春開創。

### 小生

#### 姜派
由姜妙香開創，主要传人有：刘雪涛、林懋榮等。

#### 叶派
由叶盛兰開創，主要传人有：叶少兰、马玉琪等。
代表剧目有：《罗成叫关》、《辕门射戟》、《群英会》等。

#### 俞派
由俞振飞開創。

### 文淨

#### 金派
由金少山開創,主要传人有：王泉奎。
代表剧目有《御果园》等。

#### 裘派
由裘盛戎開創，主要传人有：裘继戎、方荣翔、李长春 (京剧)、康万生等。
代表剧目有：《赤桑镇》、《铡美案》、《探阴山》、《锁五龙》等。

### 武淨

#### 郝派
由郝寿臣開創,擅演曹操戏，主要传人有：袁世海，代表剧目有：《芦花荡》等。

#### 侯派
由侯喜瑞開創，代表剧目有：《马踏青苗》、《清风寨》等。

### 丑
代表流派有蕭派，由萧长华開創。

## 培训

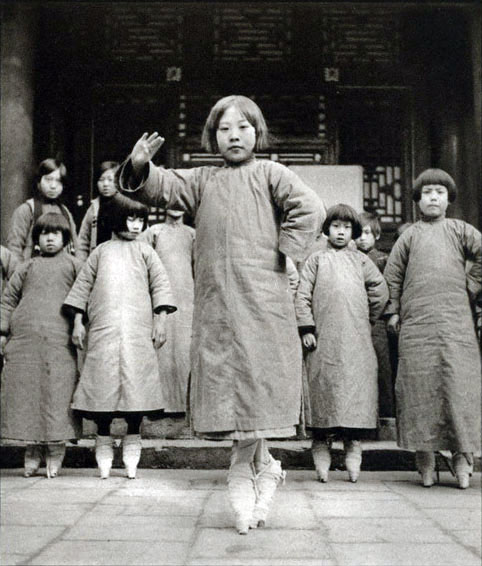
1934年，北京一所戏剧学校的女生，她们正在练习跷功。

京剧演员的艺能通常是师徒相传。在传统科班中学习，则是成为京剧演员的重要途经。在1930年，创建的北平戏曲专科学校，是新的学习京剧的方式。
现如今在中国大陆一般学习京剧的方式是前往艺术类中专学习，一般为六年制。后进行高考和艺考，开始大学本科四年的学习

## 著名藝人

### 道光時代三鼎甲
程長庚、張二奎、余三勝

### 后三鼎甲
谭鑫培、汪桂芬、孙菊仙

### 同光十三绝
郝兰田、张胜奎、梅巧玲、刘赶三、余紫云、程长庚、徐小香、时小福、杨鸣玉、卢胜奎、朱莲芬、谭鑫培、杨月楼。

### 四大名旦
梅兰芳、程砚秋、尚小云、荀慧生

### 四大须生
二十世纪二十年代四大须生：余叔岩、高庆奎、言菊朋、马连良
二十世纪三十年代四大须生：余叔岩、言菊朋、马连良、谭富英
二十世纪四十年代四大须生：马连良、谭富英、杨宝森、奚啸伯

### 琴师
- 孫佐臣
- 梅雨田
- 陳彥衡
- 王少卿
- 徐蘭沅
- 楊寶忠
- 李慕良
- 王瑞芝
- 周長華
- 鍾世章
- 唐在炘
- 熊承旭
- 姜鳳山
- 沈玉才
- 何順信
- 汪本貞
- 郝德泉
- 查長生
- 夏慶濤
- 蔣阿炳
- 尤繼舜
- 燕守平
- 宋士芳
- 賈賢英
- 趙濟羹
- 倪秋萍
- 李壽成
- 金國賢
- 林鑫濤
- 高一鳴
- 費玉明
- 萬瑞興
- 林宗禔
- 李奘圖
- 李門
- 李超
- 陳平一
- 梁訓益（臺灣）
- 徐靜琪（臺灣）
- 孫立言（臺灣）

### 鼓师
- 沈寶鈞
- 李奎林
- 鮑桂山
- 杭子和
- 白登雲
- 王燮元
- 張世恩
- 張繼武
- 王凤朝
- 譚世秀
- 裴世長
- 庚金群
- 王玉璞
- 張鑫海
- 蘇煥學
- 金瑞林
- 金惠武
- 李朝貴
- 焦寶宏
- 金正明
- 馬學義
- 吳有禹
- 魯華
- 唐繼榮
- 史鎮鑫
- 謝光榮
- 侯佑宗（臺灣）
- 呂永輝（臺灣）
- 劉大鵬（臺灣）
- 金彥龍（臺灣）

## 行話

### 与“场”相关
- 笑场，亦称喷场，指演员在演出中脱离剧情与人物而失笑，破坏了舞台艺术的严肃性与真实感。
- 误场，指演员未能按时到达剧场扮戏，延误了上场。
- 冒场，和误场相反，指演出时，演员过早地出现在舞台上。
- 怯场，指演员因为初次登台经验不足或对所演之戏生疏等缘故，临场心慌而失去控制力，使演出效果受到影响。
- 晕场，指演员由于对戏不熟练或精神过于紧张等原因，造成表演荒乱，出现忘词、唱错、失手等舞台事故。
- 冷场，指演员由于忘词、误场等原因，造成舞台演出的突然停止。是舞台演出最忌讳的现象之一。演出中，不管发生什么事情，都不应中断。
- 教场，指对演出中突然出现的失误，同台的有关人员要及时采取相应措施，予以补救，使演出能继续进行。
- 翻场，指演出时，演员认为同场演员或乐队有所失误，引起不满，当场给对方予斥责漫骂，使演出中断。
- 把场，指演员演某一剧目因经验不足等原因，由师长在侧幕照应把关，以稳情绪。有时演出特注明由某某名人“把场”，既抬高演戏演员的身价，又借此招徕观众。
- 饮场，京剧戏班的旧俗。旧时京剧演员在台上演出中间，常由检场人员上台递送茶水，让演员当场饮用润喉。1950年代提出净化舞台，此俗遂除。
- 明场，凡演员在台上表演的情节，都称明场。
- 暗场，某些刷目中的部分情节不在台上表演，而放在幕后进行。或通过人物的台词加以说明，或运用音响效果表明。例如《打渔杀家》中萧恩公堂受刑一节，即是作暗场处理的，通过幕后差役数打板子的声音来交代。
- 谢场，亦称送客或金榜谢场。京剧戏班的旧俗。演出结束，由小生（穿大红官衣，戴猎马套翅）和旦角（穿霞披戴风冠）各一人至台前向观众行礼感谢。有时走下舞台，送观众到剧场门口。
- 听场，指后台候场的演员注意力集中于舞台上的演出，以便自己能准时出场。
- 候场，指演员将上场之前，守候在出场处幕后，作好准备。
- 垫场，指在场与场之间临时垫场子，为后一汤的演员赢得时间。是救场的一种形式。
- 愣场，指演员对舞台上突然出现的差错，缺乏思想准备，不能随机应变，造成演出中断。
- 赶场，一指在短暂的时间内，完成角色的改装或换服装等事宜.保证准时上场。如《铁弓缘》中陈秀英女扮男装成王富刚的形象；《四进士》中，光棍、看堂、师爷三角由一人兼饰，也需赶场，又称作一赶三。二指同一演员在相近的时间内，在不同的地点演出常常是算准了时间，一场演出结束后，再赶往下一个场子。

### 封箱
京剧戏班的旧俗，指戏班年终休息。每年农历十二月中旬以后，例行封箱典礼，将各种演出用具整理归箱，站上“封箱大吉”的封条，至来年“开台”以前，不得再开箱。

### 刨
意同挖。抢先上演其他演员要演的同一出戏，称为刨戏。在同一场演出中，先后出现雷同的场子，称为刨场子。在同一场演出中，先后出现雷同的扮相，称为刨扮相。刨为京剧界所忌讳，有的属于戏德不好，有的则是安排不妥，都要避免。

### 客串
非京剧界的人员参加京剧演出。完全不取报酬的，称为清客串。儿童参加串演的，称为小客串。此外，非本剧团演员临时参加演出，称为外串。

### 壓軸
舊時戲園演白天戲，一般在中午十二點多開鑼，到傍晚六點多打住；戲目有六七齣甚至八九齣，一般分為三段，前三齣通常為新角兒或學生們演，中間兩三齣比較好，後三齣是觀眾最歡迎的戲。這三段裡每一段的末一齣，叫做「軸子」──前軸子、中軸子、大軸子，此乃清末民初北京幾家戲園子演戲的規程，說「軸子」就是每段最末演出的劇目，而倒數第二齣戲便成了「壓軸」。
北京老戲班的傳統，派戲人總是把唱工最好的戲，也就是這戲班中的台柱演員的戲，排在倒數第二齣。而最末一齣戲，則是全武行的戲，由戲班全體武行演員參與演出，這類戲占用的時間為一刻鐘，所謂「一打一散」（角色上來簡單地交代一下情由，雙方便開打幾回合，勝負決定之後戲就結束），當時多數聽戲行家為達官貴人之屬，看大軸子一上，往往就起座出園。昔日京劇典籍裏有一首《戲提調歌》，形容戲班組織者的境遇：「軸子一上就套車」。
達官貴人來看戲都是坐騾車來的。主人們聽戲，趕車人就把騾子卸套、餵草，也可以進園子靠牆聽聽蹭戲，等大軸子武戲一上，就著手套車，把騾子架到轅上，便趕緊打點好轎車等主人出場。於是，等不到散戲，許多看客已經走開；所以那年代的大軸子，又叫「送客戲」，而真正好戲乃在倒數第二齣的「壓軸」。
由於這種傳統，致使當今有些並不太懂京戲的人，老以為壓軸是每場戲的末齣，而把「壓」字當做「最後一著」理解 ，其實與原意略有差別。
壓軸雖是倒數第二齣戲，但通常都是由台柱演員擔綱演出的一齣戲；故此可以用「壓軸」來稱呼最精彩的一場戲或是最大牌的演出者，形容最精彩的表演，而「壓軸」一詞今天可比喻最精彩、最引人注目的節目或事件。

### 其他
- 掭頭，表演過程中出現盔頭掉落的情況。

## 海外評論
- 差利·卓別靈觀看京劇及粵劇後的評語，見戏曲#海外評論